# Saguinus nigricollis
Il tamarino dal dorso nero (Saguinus nigricollis Spix, 1823) è un primate platirrino della famiglia dei Callitricidi.

## Distribuzione
Con due sottospecie (Saguinus nigricollis hernandezi e Saguinus nigricollis nigricollis), divise dal fiume Iquitos, la specie vive nella foresta pluviale pedemontana ad est delle Ande, in Colombia meridionale, Ecuador, Perù e Brasile occidentale.

## Descrizione

### Dimensioni
Misura fino a mezzo metro di lunghezza, di cui più della metà spetta alla lunga coda (quasi il doppio del corpo), per un peso medio di 450 g.

### Aspetto
Il pelo è fondamentalmente di colore nero, che però nella parte mediana del dorso comincia a presentare sfumature rossicce. Sul muso il pelo è grigio-biancastro.

La sottospecie hernandezi, che vive ad ovest dell'Iquitos, Nel quarto anteriore i peli sono neri, ma striati di verdastro, mentre il quarto posteriore presenta sfumature giallo-ocra anziché rosse.

## Biologia
Si tratta di animali dalle abitudini diurne ed arboricole: vivono in gruppi comprendenti vari maschi e femmine solitamente non imparentati fra loro, che contano dai quattro ai dodici membri ed occupano un territorio di estensione variabile fra i 30 ed i 50 ettari. Sono stati osservati anche casi di associazione con gruppi di altre specie di tamarini, come Saguinus imperator e S. fuscicollis, probabilmente allo scopo di ottenere una maggiore efficienza nell'avvistare eventuali predatori.

I vari membri di un gruppo dormono assieme nel folto della vegetazione durante la notte e si mettono in attività solo un'ora circa dopo il sorgere del sole. Durante le ore più torride, i tamarini dal dorso nero spesso sospendono le proprie attività per riposarsi, passando periodi di 60-90 minuti in stato d'inattività.

### Alimentazione
Si nutrono principalmente di frutta ed insetti, prediligendo i frutti ben maturi e succosi ed i grossi Ortotteri, ma si accontentano anche di insetti di dimensioni minori e di altro materiale vegetale, come germogli, linfa e nettare di oltre 40 specie di piante.

### Riproduzione
Solo la femmina dominante può riprodursi: non c'è un periodo preciso delle nascite, infatti possono trovarsi femmine con cuccioli in tutti i periodi dell'anno. Le femmine tendono solitamente ad accoppiarsi con tutti i maschi presenti nel gruppo, ma possono anche formare coppie monogame di lunga durata: questo comportamento è tipico della cattività, ma viene a volte osservato anche in natura.

La gestazione dura poco meno di cinque mesi, al termine dei quali vengono dati alla luce due 
gemelli, che vengono curati ed accuditi dai maschi del gruppo sin dalla nascita, a volte coadiuvati anche dalle femmine subordinate: i maschi lasciano i cuccioli alle femmine solo per la poppata, che avviene ogni due-tre ore ed ha una durata di circa mezz'ora.

I cuccioli vengono svezzati attorno ai quattro mesi, anche se cominciano a prendere confidenza col cibo solido già dopo il mese di vita. La maturità sessuale viene raggiunta attorno ai due anni di vita. Dopo il parto, la femmina aspetta solitamente circa otto mesi e mezzo prima di accoppiarsi nuovamente.
La speranza di vita di questi animali è di circa 14 anni in natura, mentre in cattività stranamente vivono molto meno, solitamente poco più di 11 anni.